# ماركوس أندريه
ماركوس أندريه هو لاعب كرة قدم برازيلي في مركز الهجوم، ولد في 20 أكتوبر 1996 في ساو لويز في البرازيل. لعب مع يونيون ديبورتيفا لوغرينييس.

## وصلات خارجية
- ماركوس أندريه على موقع قاعدة بيانات كرة القدم.إي يو (الإنجليزية)
- ماركوس أندريه على موقع ليكيب (الفرنسية)
- ماركوس أندريه على موقع Soccerway.com (الإنجليزية)
- ماركوس أندريه على موقع عالم كرة القدم.نت (الإنجليزية)
- ماركوس أندريه على موقع AS.com (الإسبانية)